# 07th Expansion
07th Expansion is een Japanse dojinshi-cirkel uitgever van computerspellen, vertegenwoordigd door Ryukishi07.

## Geschiedenis
Oorspronkelijke hield de groep zich bezig met het maken van het ruilkaartspel Leaf Fight TCG (リーフファイトTCG) gebaseerd op werken gemaakt door het eroge-bedrijf Leaf. Toen men twee jaar actief was en een reeks kaarten maakte gebaseerd op het spel Magical Antique (まじかる☆アンティーク), tijdens een reeks evenementen in Tokyo Metropolitan Industrial Trade Center georganiseerd door het bedrijf Leaf, begon BT, een fan van Ryukishi07, mee te helpen aan de productie kaarten.
Toen Ryukishi07 iets nieuws wou doen, introduceerde zijn jongere broer Yatazakura (八咫桜) hem in visuele romans. Het spel Tsukihime van Type-Moon was toen zeer populair en was een inspiratie voor 07th Expansion. Men maakte gebruik van de engine NScripter voor het maken van hun eerste spel. Als basis voor het schrijven van de visuele roman maakte Ryukishi07 gebruik van Hinamizawa Teiryuujo (雛見 停留所), een ongepubliceerd toneelscenario. Yano Yashinori (矢野芳典) werd op aanvraag verantwoordelijk voor de publieke relaties en de ondernemingen van 07th Expansion. In de zomer van 2002 werd het eerste deel van Higurashi verkocht op Comiket. In het begin was de winst klein, het spel werd werd voor maar 100 yen verkocht en de omvang van de distributie was minimaal omdat het alleen een hobby was. Het eerste deel had toen alleen 50 exemplaren verkocht. In 2002 had het tweede deel 100 exemplaren verkocht in Comiket en het derde deel had in 2003, 200 exemplaren verkocht. Er was een geleidelijk groei in verkoop, maar het bleef tamelijk weinig Er was ook wat media-aandacht, maar hun bekendheid bleef laag. Op goede dagen had de officiële website iets minder dan 100 bezoekers.
In mei 2004 had BT het idee om een gratis demo uit te brengen. De bekendheid van Higurashi begon toe te nemen door internetforums en mond-tot-mondreclame. De officiële website werd meer en meer bezocht. Na het uitbrengen van de demoversie sluit componist Dai zich aan bij 07th Expansion. Op de Comiket van augustus 2004 werd het vierde deel, samen met de vooraf uitgebrachte delen, verkocht. Alle 1500 exemplaren werden uitverkocht binnen twee uur. Volgens BT had men op een bepaald moment 30 000 bezoekers op de officiële website. In september 2004 is Yano Yashinori in gesprek gegaan met een Doujin-shop voor het verkoop van hun spel. De shop bestelde honderden exemplaren die binnen de twee dagen volledig uitverkocht werden. Vervolgens werd Higurashi verkocht in meerdere Doujin-shops.
Higurashi werd uiteindelijk een mediafranchise, met een romanreeks, audioboeken, animeseries, filmadaptaties, etc. Ryukishi07 nam zijn ontslag als ambtenaar en richtte zich volledig tot 07th Expansion.
In 2009 stierf BT wegens een ziekte.

## Werken

### When They Cry-serie

#### Higurashi
- Higurashi When They Cry
  - Onikakushi: 10 augustus 2002 (Comiket 62)
  - Watanagashi: 29 december 2002 (Comiket 63)
  - Tatarigoroshi: 15 augustus 2003 (Comiket 64)
  - Himatsubushi: 13 augustus 2004 (Comiket 66)

- Higurashi When They Cry Kai
  - Meakashi: 30 december 2004 (Comiket 67)
  - Tsumihoroboshi: 14 augustus 2005 (Comiket 68)
  - Minagoroshi: 30 december 2005 (Comiket 69)
  - Matsuribayashi: 13 augustus 2006 (Comiket 70)

- Higurashi When They Cry Rei: 31 december 2006 (Comiket 71)
- Higurashi no Naku Koro ni Hō: 17 augustus 2014 (Comiket 86)
- Higurashi no Naku Koro ni Hō+: 28 januari 2022

#### Umineko
- Umineko When They Cry
  - Episode 1: Legend of the Golden Witch: 17 augustus 2007 (Comiket 72)
  - Episode 2: Turn of the Golden Witch: 31 december 2007 (Comiket 73)
  - Episode 3: Banquet of the Golden Witch: 16 augustus 2008 (Comiket 74)
  - Episode 4: Alliance of the Golden Witch: 29 december 2008 (Comiket 75)
- Umineko When They Cry Chiru
  - Episode 5: End of the Golden Witch: 15 augustus 2009 (Comiket 76)
  - Episode 6: Dawn of the Golden Witch: 30 december 2009 (Comiket 77)
  - Episode 7: Requiem of the Golden Witch: 14 augustus 2010 (Comiket 78)
  - Episode 8: Twilight of the Golden Witch: 31 december 2010 (Comiket 79)
- Umineko no Naku Koro ni Tsubasa: 31 december 2010 (Comiket 79)
- Umineko no Naku Koro ni Hane: 31 december 2011 (Comiket 81)
- Umineko no Naku Koro ni Saku: 4 oktober 2019

#### Ciconia
- Ciconia When They Cry
  - Phase 1: Kawari no Iru Kimi-tachi e (4 oktober 2019)

### Andere visuele romans

#### Higanbana no Saku Yoru ni
- Dai-ichi Ya (13 augustus 2011, Comiket 80)
- Dai-ni Ya (31 december 2011, Comiket 81)

#### Rose Guns Days
- Season 1 (11 augustus 2012, Comiket 82)
- Season 2 (31 december 2012, Comiket 83)
- Season 3 (10 augustus 2013, Comiket 84)
- Last Season (31 december 2013, Comiket 85)

Trianthology ~Sanmenkyou no Kuni no Alice~ (31 augustus 2016, Comiket 90)

### Vechtspellen
- Golden Fantasia (31 december 2010)
- Golden Fantasia X (31 december 2011)

### Ruilkaartspellen
- Leaf Fight TCG (リーフファイトTCG) (2000-2002)
- Tagai o Otoko no Ko Maid ni Chōkyōshiau Game (互いを男の娘メイドに調教し合うゲーム) (2012)
- Ushiromiya-Tei Renzoku Satsujin Jiken (右代宮邸連続殺人事件) (2014)